# 于绍
于绍（法語：Uchaud，法語發音：[yʃo]）是法国加尔省的一个市镇，位于该省南部，属于尼姆区。

## 地理
于绍（43°45'25"N, 4°16'10"E）面积8.8 平方千米，位于法国奧克西塔尼大區加尔省，该省份为法国南部沿海省份，南端濒地中海，北起顺时针与阿尔代什省、沃克吕兹省、罗讷河口省、埃罗省、阿韦龙省和洛泽尔省接壤。
与于绍接壤的市镇（或旧市镇、城区）包括：博瓦桑、贝尔尼斯、布瓦西耶尔、纳日和索洛尔格、韦斯特里克和康迪亚克。

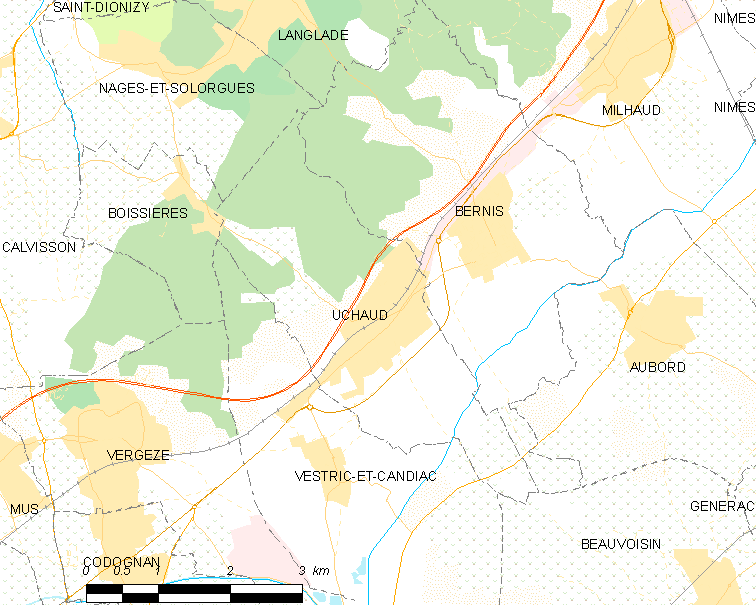
于绍的OSM定位图

于绍的时区为UTC+01:00、UTC+02:00（夏令时）。

## 行政
于绍的邮政编码为30620，INSEE市镇编码为30333。

## 政治
于绍所属的省级选区为沃韦尔县。

## 人口

1962-2008年间于绍人口变化图示

于绍于2022年1月1日时的人口数量为4824人。